# ريتشارد نوفاكوفسكي
ريتشارد نوفاكوفسكي (مواليد 27 سبتمبر 1955) هو ملاكم بولندي، مثّل بلاده في الألعاب الأولمبية الصيفية في دورتي 1976 و1980.

## روابط خارجية
ريتشارد نوفاكوفسكي على موقع أوليمبيديا (الإنجليزية)